# Storsthlm
Storsthlm, tidigare Kommunförbundet Stockholm, är en kommunal samarbetsorganisation för kommuner i Storstockholmsområdet som omsätter cirka 50 MSEK/år med 47 anställda. Storsthlm är en ideell förening med länets 26 kommuner som medlemmar. Genom förbundsmötet som hålls vart fjärde år väljer kommunernas politiska representation vilka frågor Storsthlm ska arbeta med under mandatperioden.

## Verksamhet
Förbundets uppgifter enligt dess stadgar:
- att inom länet stödja och utveckla den kommunala självstyrelsen
- att tillvarata kommunernas intressen
- att främja samverkan mellan kommunerna
- att bistå kommunerna i deras verksamhet.

Förbundet ska samverka med Sveriges Kommuner och Landsting i frågor av gemensamt intresse samt med övriga kommuners regionala förbund.
Exempel på kommungemensamma aktiviteter som Storsthlm driver:
- gymnasieantagningssajten gyantagningen[4].
- Integration av invandrare[5]
- Kommunalteknisk infrastruktur - Se till att till exempel vatten och avlopp funkar.[6]
- Framtagning av geodata (KSL Geodataråd).